# Kneajevo, Haskovo
Kneajevo (în bulgară Княжево) este un sat în comuna Topolovgrad, regiunea Haskovo,  Bulgaria. 

## Demografie
Componența etnică a satului Kneajevo
     Romi (5,6%)
     Turci (1,68%)
     Bulgari (79,55%)
     Nicio identificare (10,36%)
     Altele (2,8%)
La recensământul din 2011, populația satului Kneajevo era de 357 locuitori. Din punct de vedere etnic, majoritatea locuitorilor (79,55%) erau bulgari, existând și minorități de romi (5,6%) și turci (1,68%). Pentru 10,36% din locuitori nu este cunoscută apartenența etnică.